# Mazax spinosa
Mazax spinosa là một loài nhện trong họ Corinnidae.
Loài này thuộc chi Mazax. Mazax spinosa được Eugène Simon miêu tả năm 1897.